# 1974-es labdarúgó-világbajnokság-selejtező (UEFA – 1. csoport)
Az 1974-es labdarúgó-világbajnokság európai 1. selejtezőcsoportjának mérkőzéseit, és a csoport végeredményét tartalmazó lapja. A csoportban körmérkőzéses, oda-visszavágós rendszerben játszottak egymással a labdarúgó-válogatottak. A selejtezőket 1971. november 14. és 1973. november 27. között rendezték. A csoport győztese automatikus résztvevője lett az 1974-es labdarúgó-világbajnokságnak. 
A csoportban Ausztria, Málta, Magyarország és Svédország szerepelt. Svédország és Ausztria azonos pontszámmal és gólaránnyal zárta a selejtezőket és semleges helyszínen egy mindent eldöntő harmadik mérkőzésre került sor. 
Svédország jutott ki az 1974-es világbajnokságra.

## Tabella
| Hely. | Csapat       | M | Gy | D | V | G+ | G– | Gk  | P | Továbbjutás  |     | Ausztria | Svédország | Magyarország | Málta |
| ----- | ------------ | - | -- | - | - | -- | -- | --- | - | ------------ | --- | -------- | ---------- | ------------ | ----- |
| 1.    | Ausztria     | 6 | 3  | 2 | 1 | 14 | 7  | +7  | 8 | Pótselejtező |     | —        | 2–0        | 2–2          | 4–0   |
| 2.    | Svédország   | 6 | 3  | 2 | 1 | 15 | 8  | +7  | 8 | Pótselejtező |     | 3–2      | —          | 0–0          | 7–0   |
| 3.    | Magyarország | 6 | 2  | 4 | 0 | 12 | 7  | +5  | 8 |              |     | 2–2      | 3–3        | —            | 3–0   |
| 4.    | Málta        | 6 | 0  | 0 | 6 | 1  | 20 | −19 | 0 |              | 0–2 | 1–2      | 0–2        | —            |       |

## Mérkőzések
| 1971. november 14. |

| Málta | 0–2         | Magyarország |
| ----- | ----------- | ------------ |
|       | Jegyzőkönyv | Bene 3' 56'  |

| Gżira Stadion, Gżira Nézőszám: 9,231 Játékvezető: Concetto Lo Bello (olasz) |

| 1972. április 30. |

| Ausztria                          | 4–0         | Málta |
| --------------------------------- | ----------- | ----- |
| Hickersberger 29' 34' 36' Hof 85' | Jegyzőkönyv |       |

| Praterstadion, Bécs Nézőszám: 16,081 Játékvezető: Karlo Kruasvili (szovjet) |

| 1972. május 6. |

| Magyarország                   | 3–0         | Málta |
| ------------------------------ | ----------- | ----- |
| Kocsis 35' Bene 60' Juhász 75' | Jegyzőkönyv |       |

| Megyeri úti Stadion, Budapest Nézőszám: 5,646 Játékvezető: Milivoje Gugulović (jugoszláv) |

| 1972. május 25. |

| Svédország | 0–0         | Magyarország |
| ---------- | ----------- | ------------ |
|            | Jegyzőkönyv |              |

| Råsunda Stadion, Stockholm Nézőszám: 28,598 Játékvezető: Laurens van Ravens (holland) |

| 1972. június 10. |

| Ausztria            | 2–0         | Svédország |
| ------------------- | ----------- | ---------- |
| Parits 65' Pumm 78' | Jegyzőkönyv |            |

| Praterstadion, Bécs Nézőszám: 40,578 Játékvezető: Anton Bucheli (svájci) |

| 1972. október 15. |

| Ausztria                      | 2–2         | Magyarország            |
| ----------------------------- | ----------- | ----------------------- |
| Hasil 58' (11-esből) Jara 71' | Jegyzőkönyv | Dunai II 16' Kocsis 20' |

| Praterstadion, Bécs Nézőszám: 67,392 Játékvezető: Rudolf Glöckner (keletnémet) |

| 1972. október 15. |

| Svédország                                                                          | 7–0         | Málta |
| ----------------------------------------------------------------------------------- | ----------- | ----- |
| Edström 2' 32' 64' Larsson 18' 35' (11-esből) Sandberg 44' Szepanski 57' (11-esből) | Jegyzőkönyv |       |

| Ullevi, Göteborg Nézőszám: 24,277 Játékvezető: Martti Hirviniemi (finn) |

| 1972. november 25. |

| Málta | 0–2         | Ausztria                           |
| ----- | ----------- | ---------------------------------- |
|       | Jegyzőkönyv | Köglberger 48' Spiteri 77' (öngól) |

| Gżira Stadion, Gżira Nézőszám: 4,373 Játékvezető: Francesco Francescon (olasz) |

| 1973. április 29. |

| Magyarország         | 2–2         | Ausztria            |
| -------------------- | ----------- | ------------------- |
| Zámbó 12' Bálint 69' | Jegyzőkönyv | Starek 14' Jara 28' |

| Népstadion, Budapest Nézőszám: 72,068 Játékvezető: Michel Kitabdjian (francia) |

| 1973. május 23. |

| Svédország                 | 3–2         | Ausztria            |
| -------------------------- | ----------- | ------------------- |
| Sandberg 24' 78' Grahn 52' | Jegyzőkönyv | Jara 50' Starek 89' |

| Ullevi, Göteborg Nézőszám: 48,462 Játékvezető: Vital Loraux (belga) |

| 1973. június 13. |

| Magyarország                  | 3–3         | Svédország                            |
| ----------------------------- | ----------- | ------------------------------------- |
| Kozma 9' Vidáts 59' Zámbó 71' | Jegyzőkönyv | Kindvall 38' Sandberg 57' Edström 77' |

| Népstadion, Budapest Nézőszám: 73,070 Játékvezető: Concetto Lo Bello (olasz) |

| 1973. november 11. |

| Málta         | 1–2         | Svédország                          |
| ------------- | ----------- | ----------------------------------- |
| Camilleri 20' | Jegyzőkönyv | Kindvall 21' Larsson 35' (11-esből) |

| Gżira Stadion, Gżira Nézőszám: 15,459 Játékvezető: Geórgiosz Katszoras (görög) |

Svédország és Ausztria azonos pontszámmal és gólaránnyal zárta a selejtezőket és semleges helyszínen egy mindent eldöntő harmadik mérkőzésre került sor.
| 1973. november 27. |

| Svédország                          | 2–1         | Ausztria         |
| ----------------------------------- | ----------- | ---------------- |
| Sandberg 12' Larsson 28' (11-esből) | Jegyzőkönyv | Hattenberger 39' |

| Parkstadion, Gelsenkirchen Nézőszám: 69,974 Játékvezető: Rudolf Glöckner (keletnémet) |